# Дионисий от Хераклея
Вижте пояснителната страница за други личности с името Дионисий.
Дионисий Хераклейски (на старогръцки: Διονύσιος, Dionysios, * 360 пр.н.е., † 305 пр.н.е.) е тиран на Хераклея Понтика на Черно море от 337/336 пр.н.е. до смъртта си.
Той е малкият син на Клеарх. Когато Клеарх умира (353/352 пр.н.е.) неговият брат Сатир става регент на синовете на Клеарх, Тимотей и Дионисий.
От 337/336 пр.н.е. Дионисий управлява сам. Той заздравява позицията си с подкрепата на Клеопатра Македонска, сестрата на Александър Велики. След смъртта на Александър Велики (323 пр.н.е.) той се съюзява с враговете на Пердика.
Дионисий се жени през 322 пр.н.е. за Амастрида, дъщеря на Оксиатър, по-малкият брат на персийския цар Дарий III († 330 пр.н.е.) от династията Ахемениди. Тя е разведена от военачалника Кратер и отстъпена на Дионисий. Дионисий и Амастрида имат три деца: Клеарх, Оксиатър и Амастрида.
След убийството на Пердика (320 пр.н.е.) и през Диадохските войни Дионисий сключва съюз с Антигон I Монофталм. За да се заздрави позицията на Антигонидите в Мала Азия, той омъжва дъщеря си от първия му брак за военачалника Птолемей, племенник на диадох Антигон I Монофталм. Дионисий взема царската титла през 306/305 пр.н.е.
След 32-годишно управление на 55 години (според Диодор) Дионисий умира през 305 пр.н.е. Вдовицата му Амастрида става царица-регентка за най-големия им син Клеарх. През 302 пр.н.е. Амастрида се омъжва за диадох Лизимах.